# Earl (Karolina Północna)
Earl – miasto w Stanach Zjednoczonych, w stanie Karolina Północna, w hrabstwie Cleveland.